# Eduard Degener

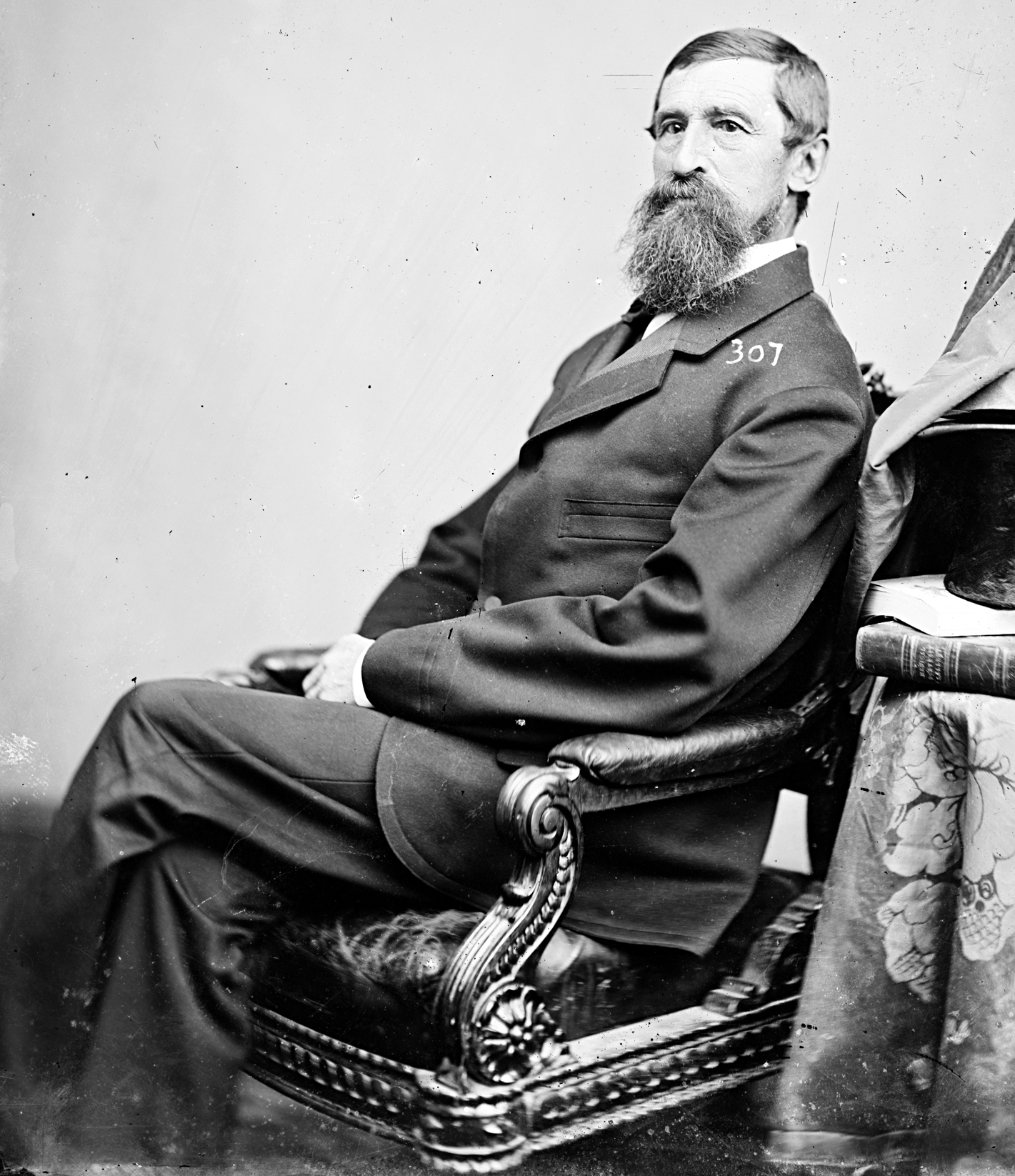
Eduard Degener

Eduard Degener, in den USA ab 1850 auch Edward Degener genannt (* 20. Oktober 1809 in Braunschweig; † 11. September 1890 in San Antonio, Texas, USA), war ein deutsch-amerikanischer Politiker, Abgeordneter im Herzogtum Anhalt-Dessau und Abgeordneter im US-Repräsentantenhaus (1869–1871); außerdem war er Farmer und Lebensmittel-Großhändler.

## Leben
Nach seinem Studium in Deutschland und England war Degener zweimal Abgeordneter des Parlaments im Herzogtum Anhalt-Dessau. Im zweiten ordentlichen Landtag für Anhalt-Dessau war er stellvertretender Parlamentspräsident. 1848 war er Mitglied des Vorparlaments. Im Jahr 1850 wanderte er in das „Latin Settlement“ Sisterdale im texanischen Kendall County aus und ließ sich dort in der Gemeinschaft zahlreicher anderer deutscher „Freidenker“ und so genannter „Lateiner“ als Farmer nieder. Sein Haus kaufte er von Nicolaus Zink (1812–1887). Zu diesen Siedlern gehörte im Jahr 1852 auch für kurze Zeit der Journalist und Pädagoge Adolph Douai (1819–1888), später Gründer des ersten Kindergartens in den USA.
Während des Amerikanischen Bürgerkriegs (1861–1865) wurden Degeners beide Söhne von der Armee der Konföderierten Staaten wegen Verrats hingerichtet und er selbst inhaftiert, da er sich engagiert gegen die Sklaverei und für die Ziele der Union eingesetzt hatte. Er gehörte sogar einer Gruppe an, die plante, Texas zu teilen und West-Texas als eigenständigen Staat von den Konföderierten Staaten unabhängig werden zu lassen. Nach seiner Freilassung betrieb Degener einen Lebensmittel-Großhandel in San Antonio (Bexar County). Im Jahr 1866 und 1868–1869 war er Mitglied der „Verfassunggebenden Versammlung“ von Texas („Constitutional Convention“) und war u. a. auch Vorsitzender der Einwanderungskommission, der noch andere Deutsche angehörten.
Im Jahr 1869 wurde er als Abgeordneter in das US-Repräsentantenhauses gewählt. Von seinem Amtsantritt am 4. März 1870 bis zum 3. März 1871 vertrat Degener die westlichen Countys Bexar, Wilson, Kerr, Bandera, Medina, Uvalde, Kinney, Maverick, Edwards und Zavala. Da er 1870 nicht wiedergewählt wurde, kehrte Degener nach San Antonio zurück und war dort von 1872 bis 1878 Stadtrat seiner neuen Heimatstadt. Er ist auf dem Stadtfriedhof von San Antonio begraben.